# Diego Méndez
Diego Méndez (* ca. 1472; † 8. Dezember 1536 in Valladolid) war ein spanischer Seefahrer und Konquistador. Er erwarb sich dauerhaften Ruhm, indem er bei der Vierten Reise von Christoph Kolumbus in zwei Kanus mehrere 100 Seemeilen von Jamaika nach Hispaniola über das offene Meer ruderte, um seine schiffbrüchig gewordenen Gefährten zu retten.

## Leben

### Jugend in Europa
Diego Méndez wurde als Sohn einer illegitimen Verbindung in Kastilien (wahrscheinlich in Zamora) zwischen 1470 und 1475 geboren.
Als Kind ging er mit seinem Vater nach Portugal, wo die beiden vom Grafen von Penamacor aufgenommen und Diego gemeinsam mit den Kindern des Grafen erzogen wurde. 1484 kehrte er mit dem Grafen nach Spanien zurück und begleitete diesen dann nach Frankreich, England, Flandern, Norwegen und Dänemark. 1492 kam er schließlich nach Barcelona, wo er bis zum Tod des Grafen im Jahre 1494 blieb.

### Im Kanu von Jamaika nach Hispaniola
Zwischen 1502 und 1504 nahm er als Schiffsschreiber an der Vierten Reise von Christoph Kolumbus teil. 1503 erlitten die alten, kaum mehr seetüchtigen Schiffe, denen zudem der Schiffsbohrwurm und Stürme stark zugesetzt hatten, vor Jamaika Schiffbruch und landeten in der heutigen Saint Anne’s Bay an. Méndez und Bartolomé Fiesco, der ehemalige Kapitän der Vizcaína, schlugen in dieser misslichen Lage vor, in Kanus der einheimischen Taínos über das offene Meer nach Hispaniola zu rudern, um Hilfe zu holen. Der erste Versuch, bei dem Méndez lediglich ein Kanu benutzte, scheiterte. Beim zweiten Versuch stachen zwei Kanus in See, wobei jedes Kanu mit sechs Spaniern und zehn Indios bemannt war. Bereits nach einem Tag ging der Mannschaft das Wasser aus. Nach viertägiger Fahrt, bei der die Schiffbrüchigen 120 Seemeilen rudernd über das offene Meer zurücklegten, erreichten sie die kleine, vor Hispaniola gelegene, unbewohnte Insel Navaza. Auf dieser gab es jedoch weder Süßwasser noch essbare Tiere oder Pflanzen. Bis zur Hauptstadt Santo Domingo mussten dann also noch einmal an die 300 Seemeilen rudernd zurückgelegt werden. Lediglich Méndez und Fiesco überlebten diese Strapazen. Als der der Familie Kolumbus feindlich gegenüberstehende neue Statthalter Westindiens, Nicolás de Ovando, vom Unglück der Schiffbrüchigen erfuhr, unternahm er nichts, um den Gestrandeten zu Hilfe zu eilen und unterband auch alle Bemühungen anderer Personen, dies zu tun. So erschien mehrere Monate, nachdem Ovando von dem Unglück Kolumbus’ unterrichtet worden war, ein Schiff vor Jamaika. Der Kapitän weigerte sich, die Gestrandeten aufzunehmen, und ließ lediglich Lebensmittel zurück sowie die Nachricht, dass man von der Not der Gestrandeten wisse. Über ein Jahr später konnte Méndez 1504 eine Karavelle und ein kleineres Boot (beide unterstanden nicht dem Kommando von Ovando) chartern und die Zurückgebliebenen aus der Seenot retten.

### Karriere in Westindien
Da sich Diego Méndez immer als treuer Anhänger der Familie Kolumbus gezeigt hatte, wurde er 1509 von Diego Kolumbus, dem Sohn Christoph Kolumbus’ und Nachfolger Nicolás de Ovandos, zum Sekretär und Zahlmeister ernannt. Ein Jahr später erhielt er eine stattliche Encomienda; 1514 wurden ihm weitere Indios zugeteilt.
1517 heiratete Méndez Francisca de Ribera, mit der er zwei Kinder zeugte. Im gleichen Jahr wohnte er in Flandern einem Corte von Karl I. teil, bei dem er die Interessen der Familie Kolumbus vertrat. Im Jahre 1522 erreichte seine Karriere mit der Ernennung zum Obersten Bürgermeister (Alcalde Mayor) von Hispaniola ihren Höhepunkt.
Diego Méndez starb am 8. Dezember 1536 in Valladolid. Die Kanufahrt über das offene Meer trug Méndez den Ruf des Helden ein, so dass sie in seinem Wappen verherrlicht und später auf seinem Grabstein nachgebildet wurde.